# 库西诺
库西诺（義大利語：Cusino），是意大利科莫省的一个市镇。总面积9平方公里，人口249人，人口密度27.7人/平方公里（2009年）。ISTAT代码为013085。